# Alcalá (ort)
Alcalá är en ort i Colombia.   Den ligger i departementet Valle del Cauca, i den centrala delen av landet, 190 km väster om huvudstaden Bogotá. Alcalá ligger 1 235 meter över havet och antalet invånare är 9 135.
Terrängen runt Alcalá är varierad, och sluttar västerut. Runt Alcalá är det ganska tätbefolkat, med 108 invånare per kvadratkilometer. Närmaste större samhälle är Pereira, 18,1 km nordost om Alcalá. Omgivningarna runt Alcalá är en mosaik av jordbruksmark och naturlig växtlighet.